# 芬蘭廣播公司俄語新聞
芬蘭廣播公司俄語新聞（芬蘭語：Novosti Yle）是芬蘭廣播公司一檔以俄語播出的新聞節目，其主要目的是讓於芬蘭居住並以俄語為母語之人士提供更多當地社會和觀點的新聞資訊。該節目自2013年開始在芬蘭廣播公司第一電視台（芬蘭語：Yle TV1）每日播出，並輔以芬蘭文字幕作為補充。

## 外部連結
- 芬蘭廣播公司俄語新聞官方網站 （页面存档备份，存于）